# Окуни-сетархи
Окуни-сетархи (лат. Setarches) — род морских лучепёрых рыб из подсемейства Setarchinae семейства скорпеновых. Представители рода распространены в Атлантическом, Индийском и Тихом океанах. Длина тела составляет от 18 до 31,4 см. Это придонные хищные рыбы, поджидающие добычу в засаде.

## Классификация
На декабрь 2018 года в род включают 3 вида:
- Setarches armata (Fowler, 1938)
- Setarches guentheri J. Y. Johnson, 1862 — Окунь-сетарх, или сетарх Гюнтера[1]
- Setarches longimanus (Alcock, 1894) — Длинноплавниковый сетарх[1]